# Лопушинский, Вацлав Иванович
Лопуши́нский Ва́цлав Ива́нович  (пол. Łopuszyński, Wacław Marian; 14 [26] июля 1856, Тыкоцин, Царство Польское, Российская империя — 16 февраля 1929, Мурована-Гослина, Польская республика) — русский инженер путей сообщения польского происхождения, конструктор паровозов, создатель передовых для своего времени серий Э, Ш, Лп

## Биография
Родился в городе Тыкоцин Ломжинской губернии Царства Польского в семье судебного чиновника.
После окончания Ломжинской классической гимназии в 1873 году, поступил в Санкт-Петербургский институт инженеров путей сообщения, который окончил в 1878 году.
Некоторое время работал в техническом отделе Главного общества железных дорог, затем перешёл на должность помощника начальника паровозного депо Пенза Моршанско-Сызранской железной дороги.
Был активным участником Совещательных Съездов инженеров тяги Российских железных дорог. С 1880 по 1883 годы работал в службе тяги Фастовской железной дороги, с 1883 по 1886 годы — на Либаво-Роменской железной дороге.
Позже работал старшим инженером по надзору за изготовлением подвижного состава для строящейся Рязанско-Уральской железной дороги. На этой должности ознакомился с проектированием и производством паровозов на Брянском и Коломенском паровозостроительных заводах.
С 1895 года — заведующий техническим бюро службы тяги Владикавказской железной дороги, затем был назначен первым заместителем начальника службы тяги этой дороги.
Во время Гражданской войны в России вместе с отступающей армией А. И. Деникина эмигрировал за границу. С 1920 года жил в Польше. Работал в Министерстве путей сообщения Польской республики, в 1922 году был назначен председателем комиссии по проектированию и постройке паровозов Министерства. Приглашался на работу на машиностроительный завод Цегельского в Хшануве.

### Конструкторская деятельность
С 1890 по 1915 год принимал участие в создании ряда серий товарных и пассажирских паровозов: ЧК (до 1912 года — К), ставшего прототипом знаменитой серии О, АД (до 1912 года — П), ДЖ (до 1912 года — БП), Ц (до 1912 года — М), Ш, послужившего прототипом для локомотива серии Щ. При участии М. Е. Правосудовича создал самый массовый в истории мирового паровозостроения паровоз серии Э.
В 1914 году им разработан проект мощного скоростного пассажирского паровоза, названного в его честь Л (после 1947 года — Лп). В 1923 году в Польше разработал проект паровоза Ty23, лучшего грузового паровоза польских железных дорог довоенного периода (построено 606 единиц). Впоследствии несколько локомотивов оказались в СССР после присоединения Западной Белоруссии и Западной Украины в 1939 году.

## Память
- Паровоз Л — пассажирский паровоз типа 2-3-1, получивший обозначение серии в честь Лопушинского.